# Czesław Cieślak
Czesław Cieślak (ur. 8 lipca 1946 w Nagórkach) – polski rolnik, działacz spółdzielczy, samorządowiec i polityk, poseł na Sejm II, III i IV kadencji.

## Życiorys
Syn Franciszka i Wacławy. Uzyskał wykształcenie średnie zawodowe. W 1972 ukończył Technikum Ogrodnicze w Powierciu. W latach 1981–1982 był współorganizatorem Niezależnego Samorządnego Związku Zawodowego Rolników Indywidualnych „Solidarność”, pełnił m.in. funkcję sekretarza zarządu wojewódzkiego związku w Koninie oraz przewodniczącego Zarządu Gminnego w Grabowie.
Prowadził własne gospodarstwo rolne. Zawodowo związany ze spółdzielczością, w 1990 został przewodniczącym rady Okręgowej Spółdzielni Mleczarskiej w Kole, a w 1992 objął funkcję prezesa tej spółdzielni. Był także współzałożycielem Krajowego Porozumienia Spółdzielni Mleczarskich i pierwszym przewodniczącym rady tej organizacji. W lutym 2024 został odwołany z funkcji prezesa OSM w Kole.
Od 1993 do 2005 sprawował mandat posła na Sejm II, III i IV kadencji z okręgów konińskich: nr 19 i nr 37. Był wybierany z listy Polskiego Stronnictwa Ludowego. W Sejmie pracował m.in. w Komisji Rolnictwa i Rozwoju Wsi, Komisji Gospodarki czy Komisji Regulaminowej i Spraw Poselskich. W 2005, 2007 i 2011 bez powodzenia kandydował w wyborach parlamentarnych.
W 2006 został radnym sejmiku wielkopolskiego. W 2010, 2014 i 2018 uzyskiwał reelekcję na kolejne kadencje. W wyborach w 2024 nie uzyskał reelekcji.
W grudniu 2020 został powołany w skład utworzonej przez prezydenta Andrzeja Dudę Rady ds. Rolnictwa i Obszarów Wiejskich.

## Odznaczenia
W 2008 otrzymał Złoty Krzyż Zasługi, został także odznaczony Srebrnym Krzyżem Zasługi.